# Double Disc Court

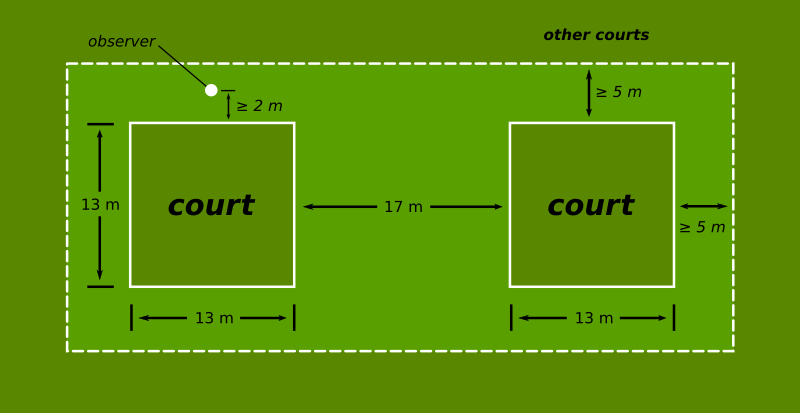
Das DDC-Spielfeld

Double Disc Court (DDC) ist eine Frisbee-Spielart, die mit zwei Frisbees gespielt wird. Zwei Teams zu je zwei Spielern verteidigen jeweils einen Court (siehe Bild rechts). Die beiden Courts mit einer Seitenlänge von 13 Metern sind in einem Abstand von 17 Metern auf einem Rasenplatz angeordnet.
Punkte bei DDC werden in folgenden Situationen erzielt:
- Wenn die Frisbee im gegnerischen Feld platziert wird und darin liegen bleibt: 1 Punkt.
- Wenn die gegnerische Frisbee ins Aus geht: 1 Punkt.
- Wenn beide Frisbees von einem oder beiden Spielern des gegnerischen Teams gleichzeitig berührt werden: 2 Punkte.

## Beschreibung des Spiels

### Vorbereitung
Vor einem Spiel gibt es einen Discflip, das heißt, es werden beide Scheiben hochgeworfen und ein Team entscheidet sich für „Gleich“ oder „Ungleich“. Das Team, das den Discflip gewinnt, darf sich dann aus den folgenden drei Punkten aussuchen,
- auf welchem Court es spielen will oder
- welches Team zuerst die Initiative hat oder
- welches Team zuerst ihren Server bestimmt.

Das Team, das den Discflip verliert, wählt aus einem der verbleibenden Punkte, und das Gewinnerteam dann beim letzten.
Bei Spielen mit mehr als einem Gewinnsatz wechseln in folgenden Sätzen die Courts und die Server-Kombination. Der Sieger des vorhergehenden Satzes hat dann die Initiative.

### Initiative/Warten
Im Verlauf des Spiels hat immer das Team die Initiative, das den letzten Punkt erzielt hat.
Wenn die Discs beide gehalten werden (von unterschiedlichen Teams), ist es die Verantwortung des Teams mit Initiative, dieses Patt aufzulösen. Dafür hat das Team vier Sekunden Zeit, um die eigene Scheibe loszuwerfen. Das andere Team darf warten, so lange es will.

### Spielablauf
Jedes Team hat eine Scheibe in ihrem Court. Zu Beginn jedes Wechsels werden die Scheiben auf das Kommando „3-2-1-Wurf“ gleichzeitig losgeworfen. Im weiteren Verlauf des Spiels gehen die Discs hin und her, wobei man versucht, nach den oben genannten Regeln Punkte zu erzielen. Die Spieldynamik ergibt sich dabei aus der Double-Regel: Wenn ein Team beide Frisbees gleichzeitig berührt, erhält das andere Team 2 Punkte. Aus diesem Grund sollte für einen Angriff so geworfen werden, dass die erste Scheibe in einem weiten Bogen auf den Gegner einfliegt, die zweite Scheibe dann schnell. Um diesen Angriff erfolgreich zu verteidigen, muss das gegnerische Team eine der beiden Scheiben schnell wieder werfen, oder aber man „tipt“ eine Scheibe: Dabei wird die erste ankommende Scheibe von unten so angestoßen, dass sie hochfliegt. Während des Tips muss die andere Scheibe gefangen und wieder zurückgeworfen werden, erst dann wird die getipte Scheibe gefangen, sodass nie beide Scheiben gleichzeitig berührt werden.

### Ende des Spiels
In Spielen mit einem Satz wird bis 21 Punkte gespielt. Bei knappen Spielen müssen 2 Punkte Vorsprung vorliegen (bis zu einer Obergrenze von 25 Punkten). Bei Turnieren werden in der K.o.-Phase 3 bis 5 Gewinnsätze bis 15 Punkte gespielt.